# Психофармакология
Психофармаколо́гия (от др.-греч. ψυχή — «дух», «душа», «сознание», φάρμακον «лекарство, зелье» и λόγος «учение») — раздел фармакологии и психиатрии, посвящённый изучению действия лекарственных и других биологически активных веществ на психическую деятельность человека, занимающийся разработкой лекарственной терапии психических расстройств. Является смежной областью наук, на стыке биохимии, биологии, физиологии, нейропсихологии и др.
Объект изучения психофармакологии — «психофармакологические препараты», их разработка, испытание, изучение их фармакокинетики и фармакодинамики, побочных эффектов. Эффект данных препаратов формируется с помощью всеразличных нейромедиаторных систем на уровне синаптических связей в ЦНС.